# されど私の人生
「されど私の人生」（されどわたしのじんせい）は、日本のシンガーソングライターである斉藤哲夫の楽曲。自身の2枚目となるシングルとして、1971年2月5日にURCレコードからリリースされた。

## 制作
表題曲である「されど私の人生」は、柴田翔の中編小説『されどわれらが日々―』からアイデアを得て制作された。当時竹中労と関わりがあった頃で、その影響を受けている。
コード進行は、ビートルズの「レット・イット・ビー」が元になっている。
レコーディングには、鈴木慶一が参加している。経緯として、親交のあったあがた森魚から「ギターもベースもピアノもできる、使ってみない？」と紹介されたことから参加したという。

## 吉田拓郎によるカバー
シンガーソングライターの吉田拓郎（当時はよしだたくろう）は、1971年にリリースしたライブ・アルバム『よしだたくろう オン・ステージ ともだち』で、表題曲をカバーした。当時はライブで披露されることが多かったため、拓郎本人が作った曲と勘違いするファンがいたという。
カバーされた経緯として、広島フォーク村の村長で、当時泉谷しげるのマネージャーだった伊藤明夫から「うちの拓郎があなたの歌を唄いたいって。許可してください」ということで、カバーされることになった。このことにより、当初は「拓郎に歌われちゃったよ。いいんだか、悪いんだかなぁ」と言っていたが、斉藤の元には印税が入ってくることになり、なぎら健壱に「いやぁー、なぎら驚いたなぁ。印税がガバガバ入ってくるんだよ、たった1曲で。ホント助かっちゃった。それほど売れてるんだなぁ、あいつらは。いいなぁ」と話したという。
拓郎からは「何を言いたいのかよくわからない」と言われたという。

## 収録曲
| 全作曲: 斉藤哲夫。 |                    |           |            |      |
| #                  | タイトル           | 作詞      | 作曲・編曲 | 時間 |
| 1.                 | 「されど私の人生」 | 斉藤哲夫  | 斉藤哲夫   | 4:13 |
| 2.                 | 「われわれは」     | 今村克己  | 斉藤哲夫   | 5:41 |
| 合計時間:          | 合計時間:          | 合計時間: | 9:54       |      |

## クレジット

### ミュージシャン
- 唄・ギター：斉藤哲夫
- ピアノ・ギター：鈴木慶一
- ベース：高橋誠

### スタッフ
- ディレクター：早川義夫
- 美術：藤尾秀人
- 技術：桑元邦彦
- 装飾：千葉春怨
- 撮影：山本東陽
- 題字：藤田加津子
- プロデューサー：秦政明

## カバー
| 曲名           | 収録作品（初出のみ）                       | 発売日       | 規格品番  | 備考                                                                 |
| -------------- | ------------------------------------------ | ------------ | --------- | -------------------------------------------------------------------- |
| されど私の人生 | 『よしだたくろう オン・ステージ ともだち』 | 1971年6月7日 | ELEC-2002 | 東京厚生年金会館で行われたコンサートの模様を収録したライブ・アルバム |